# فرنسيسكو كاسترو
فرنسيسكو كاسترو (3 يونيو 1979 بفافي في البرتغال - ) هو لاعب كرة قدم برتغالي في مركز الوسط. لعب مع إستريلا دا أمادورا وموريرينسي ونادي ديبورتيفو داس أيفيس ونادي غوندومار ونادي مايا ‏ وAD Fafe ‏.

## وصلات خارجية
- فرنسيسكو كاسترو على موقع قاعدة بيانات كرة القدم.إي يو (الإنجليزية)
- فرنسيسكو كاسترو على موقع Soccerway.com (الإنجليزية)